# Józef Machowski (prawnik)
Józef Machowski (ur. 20 grudnia 1890 w Czerniowcach, zm. 11 lutego 1980 w Krakowie) – polski doktor prawa, teoretyk filatelistyki i badacz znaczka polskiego.
Początkowo kompletował generalne zbiory znaczków państw słowiańskich, później zaczął specjalizować się w znaczkach polskich. W latach okupacji nawiązał bliskie kontakty ze Stanisławem Miksteinem, stąd zainteresowanie działalnością badawczą i teoretycznymi zagadnieniami filatelistycznymi (np. co to jest znaczek pocztowy; nakłady; odmiany). Sędzia filatelistyczny, współautor Polskich znaków pocztowych (1960–1973); przewodniczący komitetu redakcyjnego "Krakowskiego Ruchu Filatelistycznego" (1968), autor Katalogu ogólnego – Poczty polskie w niemieckich obozach jenieckich (1962). Pisał między innymi o znaczkach plebiscytowych dla Księstwa Cieszyńskiego (1920), platingu pierwszego znaczka polskiego z 1860 r., znaczkach poczty wojskowej obwodu pińczowskiego, polskich nadrukach na znaczkach austriackich i niemieckich w latach 1918–1919, prowizoriach skałackich, słownictwie filatelistycznym. Publikacje w czasopismach: "Filatelista", "Filatelista Bytomski", "Biuletyn Informacyjny Okręgu PZF w Katowicach", "Wrocławskie Wiadomości Filatelistyczne", "Biuletyn Informacyjny Okręgu PZF w Lublinie", "Polish Philatelic Review". Członek Polskiego Towarzystwa Filatelistycznego w Krakowie, członek ZO Polskiego Związku Filatelistów w Krakowie (1958–1962), członek honorowy PZF (1966). Odznaczony medalem "Za zasługi dla rozwoju Publikacji Filatelistycznych" (1970). Do czasu ukazania się katalogu znaczków polskich "Ruch" kontynuował katalog znaczków PRL, którego opracowanie zapoczątkował S. Mikstein. Zmarł w Krakowie 11 lutego 1980 roku.